# 퍽시 원자력 발전소

주요 입구

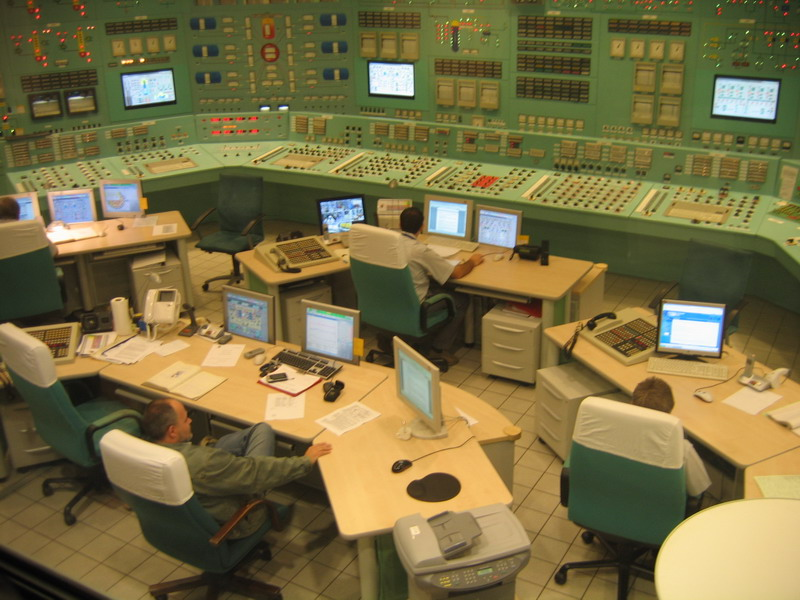
제어실

퍽시 원자력 발전소(헝가리어: Paksi atomerőmű)는 헝가리 중부의 작은 도시 퍽시에서 단두브강 유역의 부다페스트 남서쪽으로 100km 떨어진 곳에 5 킬로미터 (3.1 mi) 위치한다. 헝가리에서 최초이자 유일하게 운영 중인 원자력 발전소이다. 2019년에 4개의 원자로가 헝가리 전력 생산량의 50% 이상을 생산했다.

## 기술 매개변수
VVER은 가압수형 원자로의 소련 명칭이다. VVER 다음에 오는 숫자(이 경우 440)는 원래 설계의 출력량을 나타낸다. VVER-440 모델 V213은 소련 설계자들이 작성한 최초의 통일된 안전 요구사항의 산물이다. 이 모델에는 비상 노심 냉각 및 보조 급수 시스템이 추가되었고 사고 국지화 시스템도 업그레이드되었다.
각 원자로에는 42톤의 저농축 이산화 우라늄 연료가 들어있다. 연료는 원자로에서 평균 3년 동안 사용("연소")된다. 그 후 연료봉은 영구 처분을 위해 현장에서 제거되기 전에 인접한 냉각 연못에 5년 동안 저장된다.
이 발전소는 국영 전력 도매업체인 마자르 빌라모시 뮈베크가 거의 100% 소유하고 있다. 소수의 주식은 지방자치단체가 보유하고 있으며, 의결권이 있는 "황금" 주식은 헝가리 정부가 보유하고 있다.
1990년에 자르노비에츠 원자력 발전소 프로젝트가 중단된 후 폴란드에서 완전히 새로운 원자로 압력용기가 구매되었다.

## 수명 연장
2000년에 퍽시 원자력 발전소는 원래 설계 수명 30년을 넘어 20년 더 운전할 수 있다는 타당성 연구를 의뢰했다. 이 연구는 2005년에 비슷한 결론으로 업데이트되었다.
2005년 11월, 헝가리 의회는 초당적인 압도적 다수로 수명 연장을 지지하는 결의안을 통과시켰다.
타당성 연구는 교체 불가능한 부품들이 20년 더 운전하기에 충분한 상태이며, 소수의 교체 가능한 부품들은 교체 또는 보수가 필요하다고 결론지었다.
발전소는 수명 연장에 대한 여론 조사를 반복적으로 실시했으며, 그 결과 결정에 대한 지지율이 70%에 가깝다는 결론을 내렸다.
2011년 3월 후쿠시마 제1원자력 발전소 사고 이후 헝가리 정부는 퍽시 원자력 발전소의 안전성 평가를 위해 스트레스 테스트를 실시할 것이라고 밝혔지만, 수명 연장 계획을 포기하지 않고 확장 계획도 추진할 것이라고 밝혔다.
1호기는 2012년에 2032년까지, 2호기는 2014년에 2034년까지, 3호기는 2016년에 2036년까지 면허 연장을 승인받았다. 4호기는 2017년에 2037년까지 면허가 연장되었다.
9개의 간츠 발전기는 2013년부터 2021년까지 매년 알스톰에서 정비를 받을 예정이었다.

## 출력 증강
최적화, 현대화 및 연료 업그레이드 덕분에 2006년에 4호기 원자로의 출력 전력을 500MWe로 안전하게 증가시킬 수 있었고, 이어서 2007년에는 1호기도 증가시켰다. 나머지 두 유닛의 업그레이드를 통해 발전소의 전력 생산량은 2009년에 2000MWe에 도달했다.

## 새로운 원자력 발전소
2009년 3월 30일, 헝가리 국회는 찬성 330표, 반대 6표, 기권 10표로 가능한 신규 발전소 준비 작업에 대한 원칙적 동의를 표했다. 2010년 2월 26일, 소유주인 국영 기업 MVM 그룹은 약 2조 헝가리 포린트 가격으로 확장하기로 결정했다.
2012년 6월 18일, 헝가리 정부는 퍽시 확장을 "국가 경제의 최우선 프로젝트"로 선정하고, 이와 관련하여 실제 단계를 준비하기 위한 위원회(원자력 정부 위원회)를 설립했다. 원자력 정부 위원회는 오르반 빅토르(총리)가 이끌고 있으며, 미하이 바르가(국민경제부 장관)와 수잔나 네메트(국가개발부 장관) 두 명의 위원으로 구성된다. 2016년 현재, 헝가리는 전력의 30%를 수입하고 있다고 한다.
2014년 1월 14일 수잔나 네메트(헝가리 국가개발부 장관)와 세르게이 키리옌코(로사톰 회장)가 서명한 협정에 따라 퍽시 원자력 발전소는 러시아 국영 기업 로사톰에 의해 확장될 예정이다. 프로젝트 비용의 80%는 러시아로부터의 100억 유로 신용 대출로 조달될 것이다. 유럽 연합 집행위원회의 승인에 따라 2019년에 2개의 VVER-1200 원자로 건설이 시작될 예정이었다. 2017년 3월 6일, 유럽 연합 집행위원회는 승인을 발표했다. 전 원자력 발전소 CEO였던 야노시 쉴리는 2017년 5월 제3차 오르반 내각에서 퍽시 원자력 발전소의 신규 2개 블록의 계획, 건설 및 시운전을 담당하는 무임소 장관으로 임명되었다.
2019년 6월 20일, Paks II Zrt. (Paks II Ltd.)는 웹사이트를 통해 80개 이상의 서비스 건물을 포함한 건설 현장 준비가 시작되었다고 보고했다. 2020년 6월 30일, 헝가리 원자력 규제 당국에 건설 허가 신청서가 제출되었다. 2022년 8월 26일, 규제 당국은 허가를 발행했으며, 건설은 몇 주 이내에 시작될 것으로 예상되었으며, 2032년까지 완공될 예정이었다.
2024년 12월 퍽시 II는 첫 콘크리트 타설에 대한 승인을 받았다.

### 비용 및 자금 조달
퍽시 II 원자력 발전소의 공식 웹사이트에 따르면 프로젝트 비용은 125억 유로로 고정되어 있다. 월드 뉴클리어 뉴스는 기사에서 최대 100억 유로의 러시아 국영 대출이 프로젝트 비용의 80%를 조달할 것이라고 언급했다.

## 원자로 데이터
| 발전소 | 유형 / 모델         | 순 전기 용량 | 총 전기 용량 | 건설 시작       | 계통 연결 날짜   | 면허 만료 |
| ------ | ------------------- | ------------ | ------------ | --------------- | ---------------- | --------- |
| PAKS-1 | PWR / VVER-440/V213 | 475 MW       | 500 MW       | 1974년 8월 1일  | 1982년 12월 28일 | 2032      |
| PAKS-2 | PWR / VVER-440/V213 | 475 MW       | 500 MW       | 1974년 8월 1일  | 1984년 9월 6일   | 2034      |
| PAKS-3 | PWR / VVER-440/V213 | 475 MW       | 500 MW       | 1979년 10월 1일 | 1986년 9월 28일  | 2036      |
| PAKS-4 | PWR / VVER-440/V213 | 475 MW       | 500 MW       | 1979년 10월 1일 | 1987년 8월 16일  | 2037      |
| PAKS-5 | PWR / VVER-1200     | 1114 MW      | 1200 MW      | 2025 (예정)     | 2032 (예정)      | -         |
| PAKS-6 | PWR / VVER-1200     | 1114 MW      | 1200 MW      | 2025 (예정)     | 2032 (예정)      | -         |

## 사건

### 주요 사건 (INES >0)

#### 2003년 사건 (INES 3)
INES 레벨 3("심각한 사고") 이벤트가 2003년 4월 10일 2호기 원자로에서 발생했다. 이 사고는 원자로 홀에 있는 원자로 옆 사용후 연료 냉각 연못 옆의 세척 탱크에 10 미터 (33 ft) 깊이의 물 속에 위치한 연료봉 세척 시스템에서 발생했다. 원자로는 연간 재장전 및 유지 보수 기간 동안 3월 28일에 정지되었고 연료 요소가 제거되었다.
세척 시스템은 정지 중 연료 요소 및 제어봉에서 오염물과 부식을 제거하기 위해 설치되었는데, 이전에는 증기 발생기에서 나오는 자철석 부식 생성물이 연료 요소에 침착되어 냉각재 흐름에 영향을 미치는 문제가 있었다. 30개의 부분적으로 사용된 요소로 구성된 여섯 번째 세트가 세척 탱크에 있었고, 세척은 16:00에 완료되었다. 21:50에 세척 시스템에 설치된 방사선 경보기가 크립톤-85의 양이 갑자기 증가하는 것을 감지했다. 연료봉 조립체 중 하나가 누출되고 있다는 의심이 들었다. 22:30에 원자로 홀과 환기 스택에서 방사선 수치가 높아져 원자로 홀이 대피되었다.
다음날 아침 02:15에 세척 용기 뚜껑의 유압 잠금이 해제되었고, 즉시 사용후 연료 연못과 세척기가 들어있는 수영장 주변의 선량률이 크게 증가했으며(6-12 밀리시버트/시간), 수위가 약 7 cm (2.8 in) 정도 잠시 떨어졌다. 연못의 물 샘플은 손상된 연료봉으로 인한 오염을 보여주었다. 세척기 뚜껑은 04:20에 윈치로 들어 올려졌지만, 부착된 세 개의 인양 케이블 중 하나가 끊어졌고, 최종적으로 제거된 것은 4월 16일이었다.
이 사고는 처음에 INES 등급 2("사고")로 분류되었다. 그러나 뚜껑을 성공적으로 제거한 후 손상된 연료 요소를 비디오로 검사한 결과 등급이 3("심각한 사고")으로 상향 조정되었다. 이는 30개의 연료 요소 중 대부분의 피복이 파손되어 방사성 사용후 우라늄 연료 펠릿이 요소에서 세척 탱크 바닥으로 흘러나왔음을 밝혔다. 방사성 물질 방출 외에도, 펠릿이 중성자 감속 물이 담긴 탱크에 있었기 때문에 연료 펠릿의 밀집된 질량 축적이 임계사고로 이어질 수 있다는 우려가 있었다. 이를 방지하기 위해 중성자 흡수성 붕산이 포함된 물이 탱크에 첨가되어 농도를 16g/kg으로 높였다. 방사성 아이오딘-131 제거를 돕기 위해 물에 암모니아와 하이드라진도 첨가되었다.
헝가리 원자력 에너지국의 조사 결과 사고 원인은 단수명 핵분열 생성물의 방사성 붕괴로 인해 가열된 연료 요소의 부적절한 냉각으로 결론지어졌다. 이들은 잠수식 수중 펌프에 의해 순환되는 물에 의해 냉각되었다. 그러나 냉각이 부적절하여 연료 요소 주변에 증기가 축적되어 대부분의 냉각이 이루어지지 않아 일부 요소에 손상이 발생했다. 조사는 뚜껑이 해제될 때 시스템에 갑자기 차가운 물이 유입되고 폭발적인 증기 생성이 발생하여 피복에 열충격이 가해져 심각한 손상이 발생했을 가능성이 높다고 제안했다.
조사의 흥미로운 결과 중 하나는 헝가리 원자력청이 프랑스 프라마톰 회사의 기술과 지식에 너무 많은 신뢰를 보냈다는 것이다. 당국은 회사가 제공한 문서를 충분히 깊이 조사하지 않아 프라마톰이 설계, 생산 및 운영한 세척 장비의 치명적인 설계 결함을 놓쳤다.
스택을 통한 방사성 가스 방출은 사고 후 며칠 동안 계속되었지만, 헝가리 원자력 에너지국은 발전소 인근의 방사선 수치가 정상 수준보다 약 10% 정도만 높다고 판단했다. 그러나 원자로는 1년 이상 가동 중단 상태였으며, 2004년 9월에 최종적으로 상업용 전력 생산을 재개했다.
손상된 연료는 2006년 말까지 완전히 제거되었으며 2014년에 최종 처분을 위해 러시아로 운반되었다.

#### 2005년 사건 (INES 1)
2005년 4월 9일, 1호기는 계획된 유지 보수를 위해 정지되었다. 냉각 중에 발생한 결함은 INES 등급 1(이상)로 분류되었지만, 발전소는 원래 등급 0을 요청했다.

#### 2009년 정전 사건 (INES 2)
2009년 5월 4일 정전 중에 와이어 로프가 끊어져 자체 전원 중성자 검출기 (SPND)가 떨어졌다. 이 사건은 INES 2등급으로 평가되었다. 모든 직원은 안전하게 대피했으며, 허용된 일일 방사선량보다 더 많은 노출을 받은 직원은 없었다.

#### 2012년 사건 (INES 1)
2012년 9월 6일, 예정된 게이트 작업이 진행되었지만, 필요한 서면 지침이 제때 완료되지 않았다. 이는 행정상 불일치이며 국제원자력사건척도(INES)에서 1등급으로 분류되었다.

### 국제 원자력 사고 등급 (INES) 이하의 사건
국제 원자력 사고 등급(INES) 이하의 오작동(운전 사건)은 MVM 퍽시 원자력 발전소에서 분기별로 공개된다. IAEA에 따르면 이들은 위험을 의미하지 않지만, 이들 중 일부는 부분적 또는 전체 블록 정지를 초래했다.

#### 2016년 사건
2016년 7월 14일 오전 1호기 원자로가 장비 오작동으로 자동으로 정지되었지만 안전에 위협이 되지는 않았다. 원자로는 다음날 오후에 최대 용량으로 복구되었으며, 오작동은 국가 규제 기관에 의해 검토될 예정이다. 이 정지는 발전기 오작동으로 인해 발전소의 전력 출력을 줄여야 했던 별도의 사건으로부터 1주일 후에 발생했다.

## 같이 보기
- 헝가리의 에너지
- 헝가리의 원자력 발전